# Vyšná Kamenica
Vyšná Kamenica (in ungherese Felsőkemence) è un comune della Slovacchia facente parte del distretto di Košice-okolie, nella regione di Košice.